# 法蘭克·因克羅珀拉
法蘭克·P·因克羅珀拉（英語：Frank P. Incropera；1939年5月12日—）是一名美國工程師與作者。因克羅珀拉是美國印第安那州聖母大學機械工程學系的教授。身為美國機械工程師學會的成員，因克羅珀拉以他對熱傳學領域的貢獻著称，特別是在散射吸收介質中的輻射轉移以及雙擴散對流领域。

## 教育與生涯
1939年出生於美國麻薩諸塞州勞倫斯。1961年於麻省理工學院取得其機械工程學士學位，1962年於史丹佛大學取得其碩士學位。1962至1964年，他曾在業界工作。之後再返回史丹佛就讀，並於1966年取得機械工程博士學位。同年，因克羅珀拉展開其學術生涯，於普渡大學機械工程學系擔任助理教授。1969年擢升為副教授，並於1973年成為教授。